# موش‌ماهی ۶۲۳

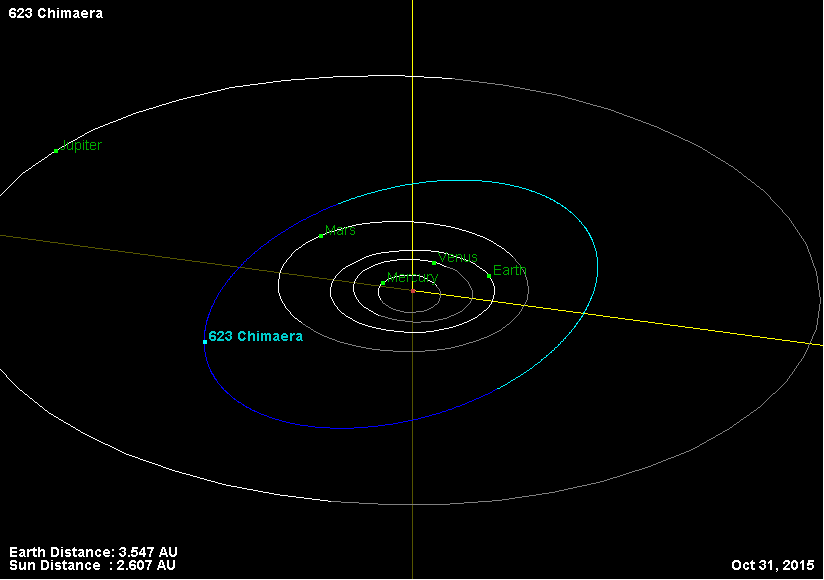
نمایی از محل قرارگیری سیارک موش‌ماهی ۶۲۳ در مدار – ۲۰۱۵

سیارک موش‌ماهی ۶۲۳ (به انگلیسی: 623 Chimaera، نامگذاری:1907XJ) ششصد و بیست و سومین سیارک کشف شده‌است که در ۲۲ ژانویه ۱۹۰۷ و در هایدلبرگ کشف شد.
قدر مطلق سیارک برابر ۱۰٫۹۷ است.